# 3340 Yinhai
3340 Yinhai este un asteroid din centura principală, descoperit pe 12 octombrie 1979, de Observatorul Zijinshan.